# Klaus von und zu Egloffstein
Klaus Gottfried Friedrich August Freiherr von und zu Egloffstein (* 16. Mai 1844 in Weimar; † 13. Dezember 1933) war ein preußischer General der Infanterie.

## Leben

### Herkunft
Klaus entstammte dem Adelsgeschlecht von Egloffstein. Er war der Sohn des Oberlandesgerichtspräsidenten in Jena Julius von Egloffstein (1809–1884) und dessen Ehefrau Marie, geborene Vitzthum von Egersberg (1817–1885). Seine Brüder Heinrich (1845–1914) und Wilhelm (1853–1929) stiegen auch zu Generalen der Infanterie auf.

### Militärkarriere
Egloffstein wurde im elterlichen Hause erzogen und besuchte das Gymnasium in Weimar sowie die Klosterschule Roßleben. Am 15. November 1861 trat er als Dreijährig-Freiwilliger mit Aussicht auf Beförderung in das 1. Magdeburgische Infanterie-Regiment Nr. 26 der Preußischen Armee ein. Bis November 1862 avancierte er zum Sekondeleutnant und nahm 1870/71 als Premierleutnant während des Krieges gegen Frankreich an den Kämpfen bei Beaumont und Sedan sowie der Belagerung von Paris teil. Sein Verhalten wurde durch die Verleihung des Eisernen Kreuzes II. Klasse und des Ehrenkreuzes III. Klasse des Fürstlichen Hausorden von Hohenzollern mit Schwertern gewürdigt.
Nach dem Friedensschluss wurde Egloffstein vom 15. November 1873 bis zum 24. Juli 1874 als Adjutant zur 39. Infanterie-Brigade nach Hannover kommandiert. Unter Belassung in diesem Kommando folgte anschließend seine Versetzung in das Grenadier-Regiment „König Friedrich Wilhelm IV.“ (1. Pommersches) Nr. 2. Nach der Beförderung zum überzähligen Hauptmann wurde Egloffstein am 12. Dezember 1874 unter Entbindung von seinem Kommando zum Chef der 11. Kompanie in Regiment ernannt. Am 15. Mai 1883 wurde er in das 1. Garde-Regiment zu Fuß versetzt und dort am 8. September 1885 zum Major befördert. Als solcher war er vom 5. Februar 1887 bis zum 15. Februar 1889 Bataillonskommandeur im Kurhessischen Füsilier-Regiment Nr. 80 und wurde anschließend zum Kommandeur des Jäger-Bataillons „von Neumann“ (1. Schlesisches) Nr. 5 ernannt. In dieser Eigenschaft avancierte Egloffstein zum Oberstleutnant. Unter Beförderung zum Oberst wurde er am 17. Februar 1894 zum Kommandeur des 3. Niederschlesischen Infanterie-Regiments Nr. 50 in Rawitsch ernannt. Als Generalmajor war Egloffstein vom 22. März 1897 bis zum 8. Juni 1900 Kommandeur der 24. Infanterie-Brigade in Neiße. Anschließend beauftragte man ihn mit der Führung der 17. Division und ernannte ihn unter gleichzeitiger Beförderung zum Generalleutnant am 9. Juli 1900 zum Kommandeur dieses Großverbandes in Schwerin. Egloffstein übergab die Division am 18. Mai 1903 an seinen Nachfolger Günther von Kirchbach und wurde Gouverneur von Köln. In dieser Stellung wurde ihm am 22. Juni 1905 der Charakter als General der Infanterie verliehen. Egloffstein wurde am 2. Oktober 1906 in Genehmigung seines Abschiedsgesuches mit der gesetzlichen Pension zur Disposition gestellt. Wilhelm II. würdigte ihn am 25. Oktober 1906 für seine langjährigen Verdienste durch die Verleihung der Krone zum Roten Adlerorden I. Klasse mit Eichenlaub.
Egloffstein war Rechtsritter des Johanniterordens.